# Cornamusa scozzese
Cornamusa scozzese è la denominazione comune della Great Highland Bagpipe o GHB, un tipo di cornamusa scozzese, ne esistono almeno quattro diversi. Si tratta di uno strumento musicale che appartiene alla famiglia degli aerofoni a serbatoio (o a sacco), o cornamuse, come la müsa, la piva, il baghèt dell'Italia settentrionale, le launeddas della Sardegna e la zampogna dell'Italia centro-meridionale (dalle quali differisce per estensione musicale, tono, volume e tecnica).

## Storia
L'attuale strumento discende dalle Border Pipes, in uso nell'Inghilterra orientale e settentrionale già dall'inizio dell'XI secolo, che presentano la stessa diteggiatura. Alcuni clan scozzesi conservano ancora esemplari di Great highland bagpipes che si crede siano state portate alla battaglia di Bannockburn nel 1314. Molte leggende sono state tramandate sulla nascita di questo strumento, ma la prima formulazione completa della manifattura delle Great highland bagpipes risale alla fine del XIV secolo. Dato che le Border Pipes presentano un sistema di insufflaggio indiretto e che, tali sistemi sono più complessi di quelli a insufflaggio diretto, si può ragionevolmente pensare che gli antenati delle moderne cornamuse scozzesi risalgano a non più tardi dell'XI secolo.
A partire dal XVIII secolo la  cornamusa scozzese è stata introdotta nell'esercito britannico nell'ambito dei reggimenti scozzesi in esso presenti. Tale presenza era una caratteristica dei soli reggimenti scozzesi tanto da non essere riconosciuta ufficialmente dalle autorità militari. Si dovrà attendere fino al 1852 affinché i suonatori di cornamusa venissero riconosciuti e iscritti come tali nei ruoli reggimentali. Oggi sono frequenti le competizioni di composizione e virtuosismo tra i piper di tutto il mondo e tra le diverse pipe band, queste ultime eredi della tradizione militare di questo strumento anche se ormai affrancatesi da tale legame nella composizione e spesso anche nel repertorio.
Sono numerosi gli artisti e le band di musica Folk che impiegano questo strumento nelle proprie opere e non mancano contaminazioni con generi musicali più moderni, come il Jazz e il Rock, e con le tradizioni musicali di altre popolazioni.

## Elementi costitutivi
Si compone di un "bag" o sacca, originariamente in pelle ma oggi sempre più spesso in materiale sintetico, cui sono collegati un "blowpipe" o insufflatore e quattro canne musicali.
L'insufflatore è essenzialmente un tubo dotato di una valvola di non ritorno alla base, in cui il suonatore soffia per riempire la sacca.
Una volta generata all'interno di quest'ultima una pressione adeguata, lo strumento inizia a suonare. La pressione viene controllata dal suonatore nel corso di una esecuzione bilanciando l'aria immessa attraverso l'insufflatore e l'aria che esce attraverso le canne musicali tramite l'azione di controllo svolta dall'avambraccio che avvolge la sacca.
Tre delle canne musicali, i "drones" o bordoni, emettono una nota fissa che forma un tappeto sonoro per tutta la durata di una esecuzione. La quarta è il "chanter" o canna del canto che consente di eseguire la melodia. Il chanter ha una estensione di una ottava completa più una nota al di sotto.
I bordoni, l'insufflatore e il chanter sono collegati alla sacca tramite gli "stocks", elementi fissati alla sacca stessa mediante strette legature e in cui i vari elementi trovano alloggiamento mediante semplice infilo.
Gli stessi bordoni sono composti in più sezioni, che vengono assemblate l'una nell'altra a infilo.
Stocks, chanter e bordoni sono tradizionalmente in legno. L'essenza più comunemente utilizzato è l'African Blackwood, denominazione commerciale utilizzata in liuteria per indicare la Dalbergya melanoxylon (o Mpingo), un tipo di legno africano della famiglia dell'ebano dalla particolari caratteristiche di resistenza, durezza, musicalità e stabilità.
Negli ultimi anni si sono iniziate a diffondere anche strumenti realizzati in plastica dura tipo delrin o polypenco. Il primo elemento in polypenco a comparire e ad affermarsi è stato il chanter. In seguito, soprattutto negli ultimi anni, hanno iniziato a diffondersi strumenti in cui anche stocks e projecting mounts sono in polypenco. La differenza di suono tra questi strumenti e quelli in legno si è andata sempre più riducendo, tanto che oggi sono disponibili sul mercato strumenti interamente in plastica di tutto rispetto.
I drones sono lavorati all'esterno con una serie di segni decorativi , detti "combing", e possono essere ulteriormente impreziositi da elementi in metallo (ottone, nickel, acciaio o, per gli strumenti più costosi, argento). Altro elemento caratteristico dei projecting mounts sono gli elementi detti "ferrules" e "rings", posizionati alle estremità di ciascuna sezione che compone uno dei drones. Si tratta di elementi cerchianti e di rafforzamento delle parti terminali, tipicamente più fragili, ma che nel tempo si sono evoluti con lavorazioni via via più elaborate fino ad avere anche una funzione di abbellimento (Projecting mounts, ferrules, ringcaps).
I rings e ferrules erano tradizionalmente realizzati in corno, osso o avorio ma dagli anni '60 l'utilizzo di tali materiali è stato vietato in Gran Bretagna nell'ambito di un più ampio progetto di protezione di specie animali in via di estinzione.
Oggi i rings vengono realizzati in resina, legni di diverso colore e grana o metallo.
Lo strumento viene completato da quattro ance. Tre sono di tipo semplice, di forma cilindrica e si trovano nei bordoni. Una è di tipo doppio, di forma a becco d'anatra (simile a quella di un oboe) e si trova nel chanter.
Tradizionalmente, le ance venivano tutte realizzate in canna del tipo "arundo donax". A partire dagli anni 1990 le ance dei bordoni sono state quasi totalmente soppiantate da ance sintetiche, composte da elementi in resina ed elementi in materiale plastico, o miste (parte in canna parte sintetiche) che hanno il vantaggio rispetto alle ance in canna di essere molto più stabili ed affidabili, soprattutto per lunghe esecuzioni. Le ance del chanter sono in canna, anche se a partire dalla fine degli anni '90 sono iniziate a comparire sul mercato anche delle ance da chanter in plastica ma queste non hanno ancora raggiunto una grossa diffusione a causa del suono generato che non è molto soddisfacente al confronto con le ance in canna, al contrario delle ance per bordoni sintetiche che, dopo anni di studio e sperimentazioni, sono oggi in grado di produrre suoni ricchi, potenti e molto vicini a quelli delle ance in canna.
Oltre agli elementi sopra descritti, che sono quelli minimi indispensabili per avere uno strumento completo e funzionante, negli ultimi anni si sono diffusi molti sistemi accessori da montare all'interno della sacca, la cui funzione è quella di migliorare l'efficienza e la funzionalità dello strumento. Si va da valvole di non-ritorno più complesse, a trappole per l'umidità, fino a complicati complessi di gestione della condensa composti da sistemi articolati di tubi in cui l'aria viene convogliata prima di arrivare alle ance e serbatoi contenenti cristalli di gel di silicio in grado di assorbire l'umidità.

## Organologia
La GHB è caratterizzata da un chanter in grado di eseguire una scala di tipo misolidio di una ottava completa più una nota al di sotto dell'ottava (settimo grado inferiore), coprendo quindi un'estensione da Sol al La dell'ottava successiva. La nota tonica è il Re.
I bordoni sono anch'essi intonati sulla tonica (La). Dei tre bordoni uno è denominato basso, ed esegue una nota due ottave più bassa del La del chanter. Gli altri due sono denominati tenori ed eseguono entrambi un'identica nota, una ottava più bassa della dominante del chanter.
Tenendo conto del corista di riferimento tradizionale della GHB, che si aggira attorno ai 459 Hz, l'intonazione dello strumento risulta essere quasi di un semitono più acuta rispetto al corista standard di 440 Hz. Di conseguenza, la reale intonazione della GHB è più assimilabile ad una scala in Mi bemolle che a quella in Re. Questo è un fattore da tenere in considerazione quando la GHB suona insieme ad altri strumenti: si possono trovare in commercio anche i cosiddetti "chanter orchestrali" (intonati a 440 Hz), in questo modo la GHB può realmente suonare nelle tonalità di Re maggiore o Si minore. Diversamente, gli altri strumenti devono suonare nella tonalità di Mi bemolle maggiore o Do minore.
L'ancia del chanter è molto corta e tozza rispetto a quelle degli altri strumenti ad ancia doppia. La conformazione dell'ancia è il motivo principale della potenza e del volume dello strumento.
Il canneggio dei bordoni è cilindrico ma il diametro varia per tratti. Ogni sezione del bordone ha infatti un diverso diametro e la parte terminale di ciascun bordone, denominata "bell" o campana, è assai più ampia della sezione cilindrica immediatamente a monte e raccordata a quest'ultima con una svasatura
Il chanter ha invece canneggio conico, il che si combina con la potenza dell'ancia per aumentare la potenza del suono.
Oltre ai fori melodici, il chanter è dotato di due fori nella parte più estrema che hanno l'unica funzione di modificare la colonna d'aria in uscita, ampliandone il suono e consentendo l'accordatura della nota più bassa.
Lo strumento si accorda sulla tonica del chanter che, una volta stabilizzata, viene utilizzata dall'esecutore per accordare i bordoni. Essendo questi ultimi composti da sezioni in grado di scorrere verticalmente, il suonatore può modificare la lunghezza di ciascuna canna, quindi la lunghezza della canna d'aria vibrante al suo interno, quindi la nota emessa.
Lo strumento risente molto delle variazioni delle ance causate dall'ambiente in cui sono poste. L'interno della sacca è infatti molto caldo ed umido e le ance (soprattutto quelle in canna) subiscono modifiche anche notevoli via via che si riscaldano ed inumidiscono. Pertanto, non è raro vedere un suonatore interrompere una esecuzione o fermarsi tra un brano e l'altro per accordare nuovamente lo strumento rispetto all'ancia del chanter che ha subito una modifica di pitch. Le ance oggi sono principalmente sintetiche, il che riduce di moltissimo la necessità di "rodaggio" e la manutenzione.

## Tecnica e diteggiatura
Le dita si posizionano sul chanter secondo un sistema a diteggiatura chiusa. L'esecuzione corretta della scala rappresenta solo una parte del fingering (lavoro di diteggiatura) che il suonatore deve conoscere: la particolarità di questo strumento, infatti, è un sistema ricchissimo di ornamentazione che si ottiene mediante rapidissime aperture e chiusure aggiuntive di fori tra una nota e l'altra della melodia per ottenere numerose e brevissime acciaccature, le cosiddette gracenote, che non modificano la durata delle battute da spartito. Combinazioni di tali abbellimenti hanno nomi molto diversi, inglesi, gaelici od onomatopeici, come doubling, grip, throw, shake, taorluath, birl e crunluath. Per ottenere risultati corretti e puliti degli abbellimenti, l'esecutore deve allenare costantemente le dita in maniera da avere la giusta forza e indipendenza di movimento tra le singole.